# Запасы нефти

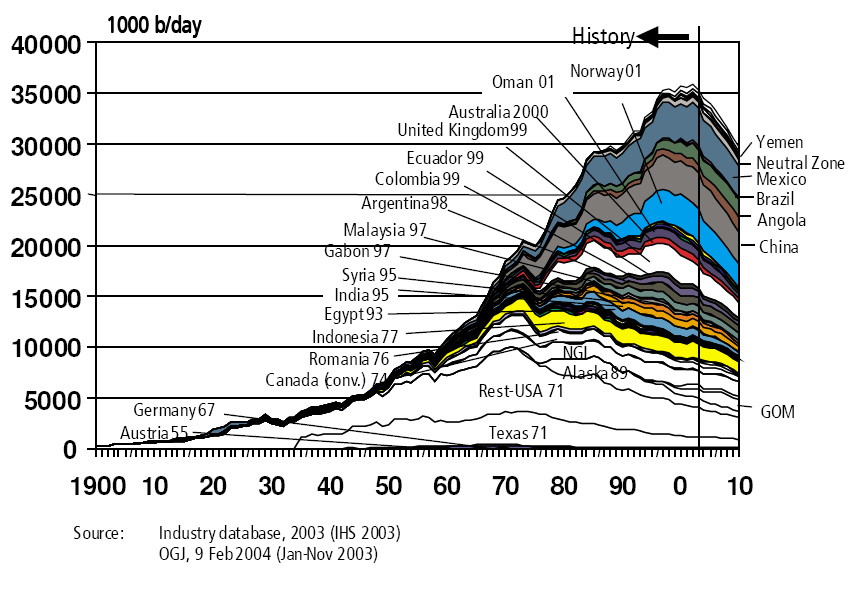
Графа пика, показывающая, что производство нефти достигло максимума в 2003 году

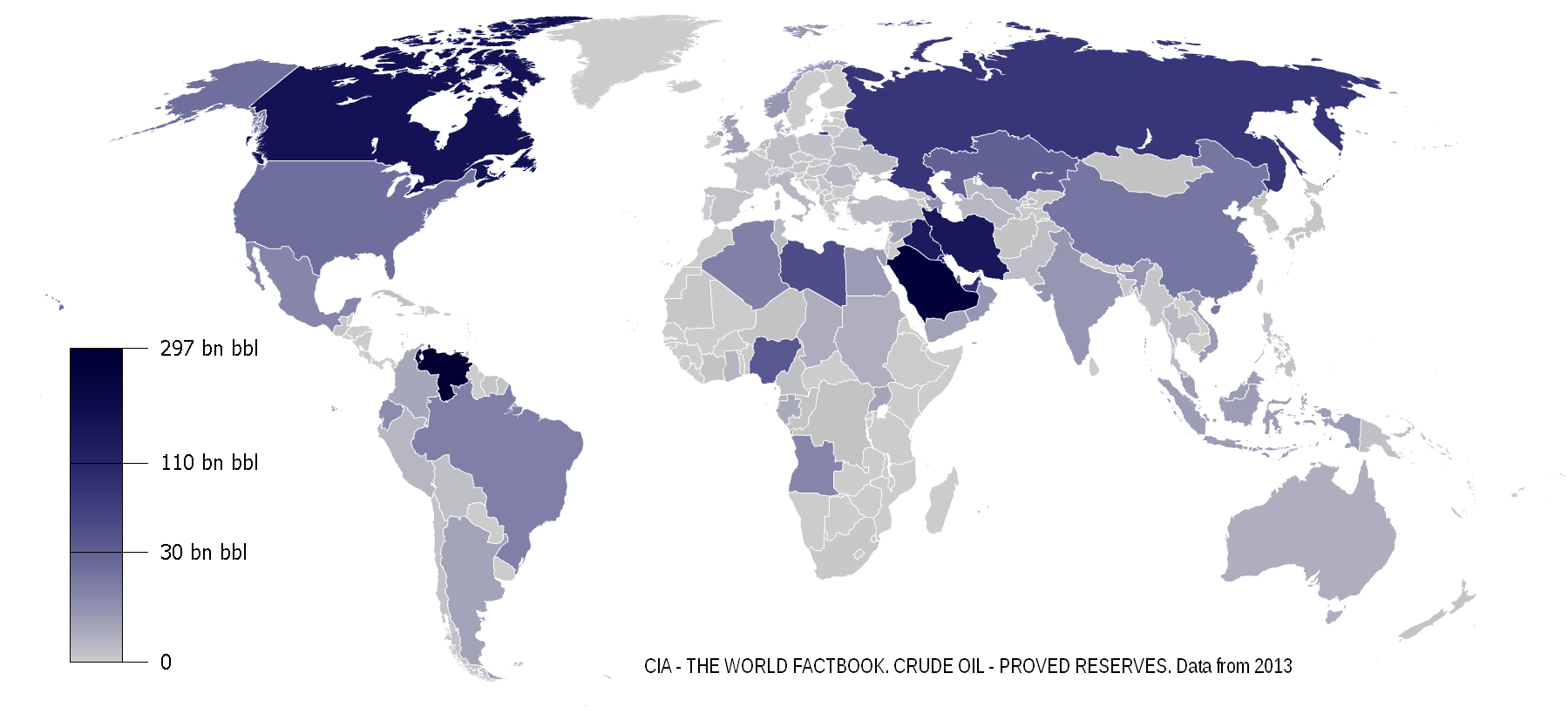
Запасы нефти по странам, по данным ЦРУ на начало 2013 года

Запасы нефти в мире оцениваются по-разному, но принято считать запасы, которые могут быть извлечены при нынешнем уровне развития техники и технологии.

## Классификации

### Национальная классификация
До 2016 года в России действовала система классификации запасов и ресурсов нефти, газа, конденсата и содержащихся в них компонентов, имеющих промышленное значение, установленная Приказом МПР РФ от 7 февраля 2001 № 126. По степени изученности запасы (ресурсы) подразделяются на следующие категории:
- Запасы:
  - A (разведанные, изученные с полной детальностью)
  - B (разведанные, изученные с детальностью, достаточной для составления проекта разработки залежи)
  - C1 (разведанные, изученные с детальностью, достаточной для получения исходных данных для составления технологической схемы разработки месторождения нефти или проекта опытно-промышленной разработки месторождения газа)
  - C2 (предварительно оценённые: форма и размеры залежи, условия залегания, толщина и коллекторские свойства пластов, состав и свойства нефти, газа и конденсата определены в общих чертах по результатам геологических и геофизических исследований)
- Ресурсы:
  - C3 (перспективные)
  - D1л (локализованные)
  - D1 (прогнозные ресурсы нефти и газа литолого-стратиграфических комплексов, оцениваемые в пределах крупных региональных структур с доказанной промышленной нефтегазоносностью.)
  - D2 (прогнозные ресурсы нефти и газа литолого-стратиграфических комплексов, оцениваемые в пределах крупных региональных структур, промышленная нефтегазоносность которых ещё не доказана).

Начиная с 1 января 2016 года вступила в силу новая классификация, утверждённая Приказом МПР от 1 ноября 2013 года № 477. В соответствии с ней запасы (ресурсы) нефти и газа по геологической изученности степени промышленного освоения должны имеют следующие категории:
- Запасы:
  - A (разбурённые, разрабатываемые)
  - B1 (подготовленные к промышленной разработке, разрабатываемые отдельными скважинами, неразбуренные эксплуатационной сеткой скважин, разведанные, есть ТСР или ТПР)
  - B2 (оценённые, неразбуренные,  планируемые для разбуривания проектным фондом, включая зависимый, есть ТСР или ТПР)
  - C1 (разведанные, нет ТСР или ТПР)
  - C2 (оценённые, нет ТСР или ТПР)
- Ресурсы:
  - D0 (подготовленные)
  - Dл (локализованные)
  - D1 (перспективные)
  - D2 (прогнозируемые).

### Международные классификации

#### Классификация SPE-PRMS
Классификация SPE-PRMS (Society of Petroleum Engineers - Petroleum Resource Management System) наиболее распространённая в мире классификация, она учитывает не только вероятность нахождения нефти и газа в месторождении, но и экономическую эффективность добычи этих запасов. Запасы делятся на 3 класса:
- Доказанные - вероятность извлечения 90 %
- Вероятные - 50 %
- Возможные - 10 %[3]

SPE-PRMS используется, например, при аудите публичных компаний.

#### Классификация ООН
В целях гармонизации национальных классификаций, обобщения лучших практик Организация Объединённых Наций в 1990-х взялась за разработку единой международной классификации. В результате в 1997 году была создана Рамочная классификация Организации Объединённых Наций запасов/ресурсов месторождений: твердые горючие ископаемые и минеральное сырьё (РКООН-1997). В настоящее время действует Рамочная классификация Организации Объединённых Наций ископаемых энергетических и минеральных запасов и ресурсов 2009 года (РКООН-2009). РКООН-2009 является универсальной системой, в которой количества классифицируются на основе трёх фундаментальных критериев: экономической и социальной жизнеспособности проекта (Е), статуса и обоснованности проекта освоения месторождения (F) и геологической изученностью (G), с использованием числовой системы кодов. Комбинации этих трёх критериев создают трехмерную систему.
Данная классификация применяется в таких странах как Китай, Индия , Мексика, Польша и Украина.(Не подтверждено надёжным источником)

#### Классификации, используемые в США
В США одновременно существует несколько классификаций запасов: классификация Комиссии по рынку ценных бумаг (SEC), классификация Общества инженеров-нефтяников (SPE), классификация Американской ассоциации нефтяных геологов (AAPG) и др.

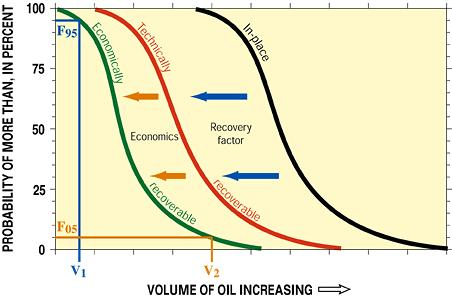
Схематический график, иллюстрирующая нефтяные объёмы и запасы. Кривые представляют категории нефти в оценке. Есть 95%-ый шанс (то есть, вероятность, F95) по крайней мере объёма V1 промышленных запасов нефти, и есть 5%-ый шанс (F05) по крайней мере объёма V2 промышленных запасов нефти

- Доказанные запасы
Доказанные резервы характеризуются вероятностью извлечения в 90 % или выше.[6]
- Недоказанные резервы
- Стратегические запасы нефти.
Многие страны создают такие запасы по соображениям экономической и стратегической выгоды. Примерно 4 миллиарда кубических метров находится в подобных авуарах, из которых 1,4 миллиарда контролируются государствами. Крупные резервы имеются у США (Стратегический нефтяной резерв США) и у стран, входящих в МЭА (как минимум трехмесячный запас).
- Ресурсы

## Рост резервов
Опыт показывает, что ожидаемые запасы открытых месторождений обычно оказываются меньше, чем удаётся извлечь реально. Это связано с разными причинами, например, с применением более дорогих технологий, например, третичных методов нефтедобычи, зачастую можно повысить коэффициент извлечения нефти на 5-10%, а в некоторых случаях даже возобновить разработку месторождений, закрытых после использования традиционных технологий.

## Ожидаемые запасы нефти

Большинство мировых запасов нефти находится на Среднем Востоке

## Запасы стран ОПЕК
Есть большие сомнения в надёжности данных по странам ОПЕК, так как отсутствуют данные из независимых источников для перепроверки.
Следующие таблицы иллюстрируют внезапные подъёмы запасов в разных странах.

Страны OPEC

Нефтяные запасы OPEC 1980—2008

| Объявленные запасы ОПЕК (миллиарды баррелей) |       |       |        |                   |      |           |       |         |
| BP Statistical Review — June 2008, 2016      |       |       |        |                   |      |           |       |         |
| Год                                          | Иран  | Ирак  | Кувейт | Саудовская Аравия | ОАЭ  | Венесуэла | Ливия | Нигерия |
| 1980                                         | 58,3  | 30,0  | 67,9   | 168,0             | 30,4 | 19,5      | 20,3  | 16,7    |
| 1981                                         | 57,0  | 32,0  | 67,7   | 167,9             | 32,2 | 19,9      | 22,6  | 16,5    |
| 1982                                         | 56,1  | 59,0  | 67,2   | 165,5             | 32,4 | 24,9      | 22,2  | 16,8    |
| 1983                                         | 55,3  | 65,0  | 67,0   | 168,8             | 32,3 | 25,9      | 21,8  | 16,6    |
| 1984                                         | 58,9  | 65,0  | 92,7   | 171,7             | 32,5 | 28,0      | 21,4  | 16,7    |
| 1985                                         | 59,0  | 65,0  | 92,5   | 171,5             | 33,0 | 54,5      | 21,3  | 16,6    |
| 1986                                         | 92,9  | 72,0  | 94,5   | 169,7             | 97,2 | 55,5      | 22,8  | 16,1    |
| 1987                                         | 92,9  | 100,0 | 94,5   | 169,6             | 98,1 | 58,1      | 22,8  | 16,0    |
| 1988                                         | 92,9  | 100,0 | 94,5   | 255,0             | 98,1 | 58,5      | 22,8  | 16,0    |
| 1989                                         | 92,9  | 100,0 | 97,1   | 260,1             | 98,1 | 59,0      | 22,8  | 16,0    |
| 1990                                         | 92,9  | 100,0 | 97,0   | 260,3             | 98,1 | 60,1      | 22,8  | 17,1    |
| 1991                                         | 92,9  | 100,0 | 96,5   | 260,9             | 98,1 | 62,6      | 22,8  | 20,0    |
| 1992                                         | 92,9  | 100,0 | 96,5   | 261,2             | 98,1 | 63,3      | 22,8  | 21,0    |
| 1993                                         | 92,9  | 100,0 | 96,5   | 261,4             | 98,1 | 64,4      | 22,8  | 21,0    |
| 1994                                         | 94,3  | 100,0 | 96,5   | 261,4             | 98,1 | 64,9      | 22,8  | 21,0    |
| 1995                                         | 93,7  | 100,0 | 96,5   | 261,5             | 98,1 | 66,3      | 29,5  | 20,8    |
| 1996                                         | 92,6  | 112,0 | 96,5   | 261,4             | 97,8 | 72,7      | 29,5  | 20,8    |
| 1997                                         | 92,6  | 112,5 | 96,5   | 261,5             | 97,8 | 74,9      | 29,5  | 20,8    |
| 1998                                         | 93,7  | 112,5 | 96,5   | 261,5             | 97,8 | 76,1      | 29,5  | 22,5    |
| 1999                                         | 93,1  | 112,5 | 96,5   | 262,8             | 97,8 | 76,8      | 29,5  | 29,0    |
| 2000                                         | 99,5  | 112,5 | 96,5   | 262,8             | 97,8 | 76,8      | 36,0  | 29,0    |
| 2001                                         | 99,1  | 115,0 | 96,5   | 262,7             | 97,8 | 77,7      | 36,0  | 31,5    |
| 2002                                         | 130,7 | 115,0 | 96,5   | 262,8             | 97,8 | 77,3      | 36,0  | 34,3    |
| 2003                                         | 133,3 | 115,0 | 99,0   | 262,7             | 97,8 | 77,2      | 39,1  | 35,3    |
| 2004                                         | 132,7 | 115,0 | 101,5  | 264,3             | 97,8 | 79,7      | 39,1  | 35,9    |
| 2005                                         | 137,5 | 115,0 | 101,5  | 264,2             | 97,8 | 80,0      | 41,5  | 36,2    |
| 2006                                         | 138,4 | 115,0 | 101,5  | 264,3             | 97,8 | 87,0      | 41,5  | 36,2    |
| 2007                                         | 138,4 | 115,0 | 101,5  | 264,2             | 97,8 | 87,0      | 41,5  | 36,2    |